# Tenerifes flag
Tenerifes flag består af et hvidt Bourgogne kors på blå baggrund. Farven blå repræsenterer havet og den hvide repræsenterer den sneklædte Mount Teide om vinteren.
Dette flag er meget lig Skotlands flag. Den eneste forskel mellem dem er, at flaget på Tenerife har en mørkere blå.